# Bom Retiro (bairro de São Paulo)
Bom Retiro é um bairro situado na região central do município de São Paulo pertencente ao distrito homônimo. É conhecido pelo seu comércio, por ser o local onde foi fundado o Sport Club Corinthians Paulista e por ser o bairro da torcida organizada e escola de samba Gaviões da Fiel. É também onde se localiza a escola de samba Tom Maior. O bairro é uma mescla de culturas. Suas ruas abrigam judeus ortodoxos, restaurantes e docerias judaicas, a sinagoga mais antiga de São Paulo, e o Taib - Teatro Alternativo Israelita Brasileiro. A herança italiana é visível em nomes de ruas, cantinas e instituições católicas, enquanto a presença coreana é marcada por igrejas presbiterianas e estabelecimentos comerciais. Bolivianos, que começaram a chegar na década de 1980 para trabalhar em oficinas de costura, agora também são donos de suas próprias confecções, contribuindo para a diversidade cultural e econômica do bairro.

## História
O bairro do Bom Retiro, localizado entre os rios Tietê e Tamanduateí, é um testemunho vibrante da evolução social e cultural de São Paulo. No século XIX, a região era composta por chácaras e sítios, como a "Chácara do Bom Retiro", que deu nome ao bairro. Estas propriedades serviam como retiros de fim de semana para a elite paulistana, incluindo a família Souza Aranha do Marquês de Três Rios, cujo nome ainda é lembrado em uma das ruas centrais do bairro.
O caráter de lazer do Bom Retiro começou a mudar com a instalação das primeiras olarias, aproveitando a argila das várzeas dos rios, frequentemente inundadas. A Olaria Manfred, estabelecida em 1860, foi a primeira e mais importante dessas indústrias. O desenvolvimento significativo do bairro ocorreu com a chegada da Estrada de Ferro São Paulo Railway, conhecida como Estrada de Ferro "Inglesa", inaugurada em 1867. Esta linha ferroviária, que ligava Jundiaí a Santos, com uma parada em São Paulo na Estação da Luz, facilitou a chegada de imigrantes que desembarcavam no porto e incentivou a instalação de fábricas próximas à linha ferroviária.
A história do Bom Retiro e sua diversidade étnica estão intrinsecamente ligadas à industrialização e urbanização de São Paulo, além de refletirem guerras, revoluções e crises econômicas globais. Esses eventos impactaram profundamente os imigrantes, que foram os grandes afetados. As trajetórias do bairro, da cidade e dos estrangeiros se cruzam no final do século XIX, com o ciclo do café como ponto de partida. Em 1850, 40% da produção mundial de café vinha do Brasil, e o dinheiro gerado por essa exportação ajudou a fomentar o nascimento da indústria paulista, inicialmente nos bairros do Bom Retiro, Brás e Mooca.
Um marco importante na história do bairro é a fundação do Sport Club Corinthians Paulista. Fundado em 1º de setembro de 1910 por um grupo de operários paulistas do Bom Retiro, o Corinthians rapidamente se tornou um dos clubes mais populares do Brasil. O clube foi fundado após uma partida inspiradora entre o Corinthians Team, de Londres, e a Associação Atlética das Palmeiras, que motivou os fundadores a criar um time com o nome de "Corinthians" em homenagem à equipe inglesa. Com o tempo, o Corinthians se tornou um dos clubes de futebol mais bem-sucedidos do país, começando sua trajetória em um terreno baldio na Rua José Paulino.
Em 1940, uma pesquisa sobre a concentração de estrangeiros – sírios, japoneses e judeus – realizada por Olavo Egidio de Araujo, técnico de estatística do Departamento de Cultura da PMSP, revelou a concentração de judeus no Bom Retiro. Publicada sob o título “Enquistamentos Étnicos” na Revista do Arquivo Municipal, o estudo destacou que roupas feitas e artefatos de tecidos correspondiam a 39% das indústrias do bairro, e malharias a 15%. Além da atividade econômica, a presença de sinagogas, peixarias e filmes israelitas exibidos no cinema local, bem como a alta porcentagem de crianças israelitas frequentando escolas no bairro, foram apontados por Araújo como elementos distintivos da comunidade judaica.
O trabalho de Araújo marcou um divisor de águas, conferindo ao Bom Retiro uma identidade étnica associada à presença judaica. Nos estudos subsequentes, como “A Cidade de São Paulo” de Aroldo de Azevedo e “O bairro do Bom Retiro” por Dertônio, a década de 1940 é destacada como o período em que os judeus começaram a influenciar fortemente a cultura local, inclusive através do uso da língua ídiche.
A partir dos anos 1960, os sul-coreanos começaram a chegar ao Bom Retiro, adquirindo as principais lojas do bairro, especialmente nos anos 1980, após a anistia de imigrantes ilegais em 1982. Durante esse período, muitos judeus migraram para bairros mais residenciais, como Higienópolis, à medida que as novas gerações buscavam outras profissões.
A chegada dos bolivianos ao Bom Retiro começou a se intensificar na década de 1980. A princípio, muitos vieram em busca de melhores oportunidades econômicas, fugindo de condições difíceis em seu país de origem. No Brasil, encontraram trabalho principalmente nas oficinas de costura, um setor que estava em expansão no bairro devido à já estabelecida indústria têxtil. Infelizmente, muitos desses imigrantes trabalharam em condições precárias, enfrentando longas jornadas de trabalho e baixos salários.
Com o passar dos anos, no entanto, a comunidade boliviana no Bom Retiro começou a se estabelecer de forma mais sólida. Muitos imigrantes que inicialmente trabalhavam como empregados em oficinas de costura conseguiram abrir seus próprios negócios, contribuindo para o dinamismo econômico do bairro. Hoje, alguns bolivianos são proprietários de suas próprias confecções, e a comunidade é uma parte vital do setor de moda do Bom Retiro.
A presença boliviana no bairro não se limita apenas ao aspecto econômico. Eles também trouxeram suas tradições culturais, que são visíveis em eventos comunitários e festas tradicionais que ocorrem no Bom Retiro. A comida boliviana, por exemplo, é uma parte importante da oferta culinária local, com restaurantes que servem pratos típicos como salteñas e api.

## Atualidade
O Bom Retiro é um bairro que encapsula uma diversidade rica e única, refletindo uma fusão de tempos e culturas, que o torna um dos locais mais dinâmicos de São Paulo. Essa mescla cultural é uma das razões pelas quais o bairro foi destacado pela revista cultural britânica Time Out, que o classificou como o bairro mais descolado do Brasil e ocupou o 25º lugar entre os 50 bairros "mais legais" do mundo em 2019. O mapeamento foi feito com a colaboração de 27 mil moradores de diversos países, e destacou aspectos como os prédios culturais históricos do bairro, que são testemunhas da sua rica herança multicultural.
O  multiétnico bairro paulistano seria rebatizado em 2017, quando o então prefeito João Dória teve a ideia de rebatizar o bairro como "Little Seul". A proposta, que usava um anglicismo para renomear uma área em um país de língua portuguesa, foi amplamente criticada e vista como uma tentativa vil de apagar a identidade histórica do bairro, que remonta à "Chácara do Bom Retiro". A ideia não foi adiante, mas despertou entre alguns coreanos, especialmente na área consular, a possibilidade de o bairro ser mais identificado com a Coreia do Sul. Dos 50 mil coreanos e descendentes residentes no Brasil, 90% vivem em São Paulo, muitos no Bom Retiro.  No entanto, o bairro abriga também comunidades de judeus, italianos, gregos, húngaros, latino-americanos e outros, cuja presença é histórica e economicamente significativa, e que não podem ser apagadas.
Apesar desta diversidade étnica, ocorreu em 16 de janeiro de 2017 um ato que é um acinte à história do bairro: a mudança do nome de uma de suas principais ruas, a Prates, para Prates-Coreia,  totalmente alheia à importância do nome Prates, cuja rua era a entrada da chácara de Fidélis Nepomuceno de Carvalho Prates, um dos mais importantes e respeitados moradores da São Paulo do século XIX. Cerca de 70% do comércio local é administrado por coreanos e descendentes. Boa parte do comércio se modernizou e hoje exibe vitrines dignas de figurar em endereços de alto padrão.
O Bom Retiro é relativamente extenso e limita-se com os bairros de Santana, Ponte Pequena, Canindé, Pari, Luz e Campos Elísios. Possui três estações de metrô: Luz, Tiradentes e Armênia. Passam pelo bairro vias largas e movimentadas como: Avenida Tiradentes, Avenida do Estado e Avenida Santos Dumont. Outros importantes logradouros são: Rua João Teodoro, Rua Ribeiro de Lima, Rua Três Rios e Rua José Paulino - esta última, importante reduto de comércio de roupas. Nele localiza-se a Defesa Civil do Município de São Paulo. O bairro é classificado pelo CRECI como "Zona de Valor D", assim como outros bairros da capital: Casa Verde, Carandiru e Brás.
Na área de várzea próximo ao rio Tietê se situam o Parque do Gato, uma área que passou por transformações significativas, com projetos de urbanização e melhorias para os moradores. É um exemplo de como a cidade de São Paulo tem trabalhado para integrar áreas menos favorecidas ao tecido urbano. O Centro Esportivo Tietê, situando no antigo Clube de Regatas Tietê, é um grande complexo esportivo que oferece uma variedade de atividades para a comunidade, incluindo piscinas, quadras esportivas e áreas de lazer.
Mostrando a influência japonesa na região o Estádio Municipal de Beisebol "Mie Nishi" foi o inaugurado em 21 de junho de 1958, sendo um marco nipônico, construído em comemoração ao cinquentenário da imigração japonesa no Brasil. É o único local público no Brasil que oferece beisebol, além de outras modalidades como gatebol e sumô. O estádio também oferece aulas gratuitas de beisebol e softbol, promovendo o esporte na comunidade.
Mais recentemente ganhou o Centro de Esportes Radicais, localizado ao lado do Estádio Mie Nishi, o Centro de Esportes Radicais é um espaço de 38.500 m² dedicado a esportes como skate, BMX, e patins. O local possui ciclovia, pista de caminhada, e diversas rampas para diferentes níveis de habilidade.
Conta com o Memorial da Imigração Judaica, dedicado à preservação da história da imigração judaica no Brasil e à memória do Holocausto. Ele oferece exposições e programas educativos que promovem a compreensão e a tolerância.
O Departamento Estadual de Trânsito de São Paulo (Detran-SP) possui uma unidade no Bom Retiro, oferecendo serviços relacionados a habilitação e veículos. O Centro de Operações da Polícia Militar (COPOM) é responsável por coordenar as operações de segurança e emergências na cidade, garantindo uma resposta rápida e eficiente e além do Quartel do Comando Geral da Polícia Militar do Estado de São Paulo, centro administrativo e operacional da Polícia Militar do Estado de São Paulo, onde são tomadas decisões estratégicas para a segurança pública.

### Semelhança com bairro portenho
Bom Retiro em São Paulo e Retiro em Buenos Aires são bairros que, apesar de estarem localizados em cidades distintas, compartilham algumas características notáveis. Ambos situam-se em regiões centrais de suas respectivas metrópoles, apresentam denominações semelhantes, apresentam áreas com graves problemas sociais (Villa 31 e Cracolândia), parques históricos em suas cercanias (Plaza San Martín e Jardim da Luz) e possuem uma importância histórica significativa em suas respectivas cidades.
Ambos os bairros receberam seus nomes devido ao nome de propriedades rurais, o bairro paulistano remonta à "Chácara do Bom Retiro" e o portenho remonta casa de campo construída no final do século XVII pelo governador de Buenos Aires, que a chamou de "El Retiro". Naquela época, a região estava afastada do centro da cidade, o que contribuiu para o nome. Com o tempo, a área começou a ser urbanizada, e o nome "Retiro" permaneceu, eventualmente se tornando o nome do bairro.
O bairro paulistano é conhecido por sua rica história de imigração e diversidade cultural. Ao longo dos anos, recebeu várias ondas de imigrantes, incluindo italianos, judeus, coreanos e bolivianos. Cada uma dessas comunidades contribuiu para formar o caráter multicultural vibrante do bairro. O bairro portenho, essa diversidade é refletida na variedade de atividades culturais e na presença de diferentes comunidades, incluindo uma significativa população de imigrantes, e por infelicidade na Peace Plaza no bairro portenho ocorreu o Ataque contra a embaixada de Israel em Buenos Aires em 1992 ocorrido no dia 17 de março, com um saldo de 29 mortos e 242 feridos, marcando o primeiro incidente conhecido na América do Sul de terrorismo relacionado com o Oriente Médio.
Ambos possuem estações ferroviárias importantes em suas cercanias (Estação da Luz e Estação Retiro), a brasileira, foi fortemente influenciada pela arquitetura inglesa e sua estrutura foi trazida diretamente da Inglaterra, a estação argentina também foi influenciada pela arquitetura europeia, mas, diferentemente da Estação da Luz, a sua construção foi marcada por uma forte influência francesa, porém possui em sua frente a Torre Monumental (antiga Torre dos Ingleses).